# Bitwa pod Eckernförde
Bitwa pod Eckernförde – starcie zbrojne, które miało miejsce w 1849.
W 1849 Duńczycy planowali ofensywę na Szlezwik z Jutlandii i półwyspu Sundeved; działania ta miała wspierać flota, blokując pruskie porty, przerzucając wojska z Als na Sundeved, a także wysadzając demonstracyjne desanty, mające na celu odwrócenie uwagi i związanie części sił niemieckich. Jednym z nich był desant pod Eckernförde, obliczony w szczególności na związanie posiłkowego korpusu sasko-bawarskiego.
Miejsce desantu było dobrze wybrane, bo choć zatoka Eckernförde jest wąska (ok. 2 mil),  to dowódca obrony miał do dyspozycji nie więcej niż 400 żołnierzy i dwie baterie nadbrzeżne: na północnym brzegu (dwie armaty 24-funtowe, osiem - 18 funtowych i dwie lżejsze) i na południowym (cztery działa 18-funtowe). Duńczycy wysłali do akcji eskadrę kmdr. Frederika Paludana, składającą się z okrętu liniowego „Christian VIII” (84 działa, w tym 36-funtowe), fregaty „Gefion” (48 dział), korwety „Galathea” (32 dział), dwóch parowców z sześcioma działami każdy i trzech transportowców z 250 żołnierzami desantu. Duńczycy mieli więc znaczną przewagę, w szczególności w artylerii.
Dnia 4 kwietnia duńska flotylla pojawiła się w rejonie Eckernförde i zakotwiczyła poza zasięgiem ognia baterii. Następnego dnia Duńczycy podjęli działania: Paludan nie chciał zaryzykować desantu bez zniszczenia baterii nadbrzeżnych, zakotwiczył więc okręty naprzeciw pozycji niemieckich. Nie skoncentrował jednak ognia na jednej z nich, lecz ustawił okręty na środku cieśniny tak, by działami z prawej burty strzelać do północnej baterii, a działami z lewej - do południowej. Nie była to dobra decyzja, bo najsilniejsze okręty strzelały na granicy efektywnej donośności dział, przez co niezbyt skutecznie (korweta mogła ostrzeliwać tylko baterię północną). Po dwóch godzinach walki, wystrzeliwszy 4000 pocisków, Duńczycy uszkodzili jedną 24-funtową armatę nadbrzeżną, lecz korweta musiała się wycofać na skutek uszkodzeń. Obrońcy strzelali rozżarzonymi kulami łańcuchowymi, powodując pożary - ok. 10 rano, po czterech godzinach walki, fregata „Gefion” też była już poważnie postrzelana. Obrońcy stracili co prawda drugie ciężkie działo, ale przybyły im z pomocą dwa bataliony piechoty, co czyniło próbę desantu bardzo ryzykowną. Dowódca duński nie chciał się jednak wycofać: podciągnął oba okręty w pobliże baterii północnej i kontynuował ostrzał.
Po siedmiu godzinach, ok. 13.00, kmdr Paludan przerwał wreszcie ogień i próbował się wycofać, z czym miał jednak kłopot, wobec przeciwnego wiatru. Spróbował więc negocjacji, oferując wycofanie się w zamian za przerwanie ognia, i grożąc ostrzałem miasta; trwały one trzy godziny, w czasie których Duńczycy naprawiali okręty, a obrońcy podciągali działa polowe. Po odrzuceniu warunków, działa obrońców (w tym naprawiona dwudziestoczterofuntówka) wznowiły ogień. Duński dowódca zdecydował ostatecznie o porzuceniu uszkodzonej fregaty i wycofaniu liniowca - okręt ten utkwił jednak na mieliźnie. Choć wciąż strzelał, pomóc mu mogły tylko parowce (które były też w stanie jeśli nie wyholować, to przynajmniej zdjąć załogę z „Gefiona”). Kmdr Paludan jednak ich nie zawezwał, a ok. 18.00, wobec pożaru na swoim okręcie flagowym, poddał się.
Mimo wystrzelenia 18 tys. pocisków Duńczykom udało się ostatecznie zniszczyć jedną nieprzyjacielską armatę i skład amunicji; zabili też 4, a ranili 18 ludzi. Stracili zaś okręt liniowy, który ostatecznie wyleciał w powietrze, gdy pożar sięgnął magazynów prochowych, fregatę - następnie wcieloną do floty holsztyńskiej, 134 zabitych, 80 rannych i 943 wziętych do niewoli marynarzy. R. C. Anderson podaje nieco niższe straty: 105 zabitych i 60 rannych, zaś P. Wieczorkiewicz nieco wyższe - 222 zabitych. Zdobyta fregata, pod nazwą „Eckernförde” służyła w marynarce Rzeszy, a następnie, od 1852 - w pruskiej (powróciwszy do pierwotnej nazwy).